# جونيور لوبيز (لاعب كرة قدم)
جونيور لوبيز (بالبرتغالية: Júnior Lopes‏) هو لاعب كرة قدم برازيلي في مركز الدفاع، ولد في 19 أكتوبر 1987 في بورتو فاليو في البرازيل. لعب مع ريد بول براغانتينو ونادي أكاديميكا كويمبرا ونادي إيتوانو ونادي بارانا ونادي سيليك زينيكا ونادي غاما ونادي غوياس ونادي فيتوريا.

## وصلات خارجية
- جونيور لوبيز (لاعب كرة قدم) على موقع قاعدة بيانات كرة القدم.إي يو (الإنجليزية)
- جونيور لوبيز (لاعب كرة قدم) على موقع Soccerway.com (الإنجليزية)
- جونيور لوبيز (لاعب كرة قدم) على موقع عالم كرة القدم.نت (الإنجليزية)
- جونيور لوبيز (لاعب كرة قدم) على موقع AS.com (الإسبانية)